# Лихтенау (Средња Франконија)
Лихтенау (њем. Lichtenau) град је у њемачкој савезној држави Баварска. Једно је од 58 општинских средишта округа Ансбах. Према процјени из 2010. у граду је живјело 3.770 становника. Посједује регионалну шифру (AGS) 9571175.

## Географски и демографски подаци
Лихтенау се налази у савезној држави Баварска у округу Ансбах. Град се налази на надморској висини од 390 метара. Површина општине износи 41,4 km². У самом граду је, према процјени из 2010. године, живјело 3.770 становника. Просјечна густина становништва износи 91 становника/km².